# Gary Thain
Gary Thain (15. května 1948 – 8. prosince 1975) byl rockový baskytarista, známý hlavně z působení v britské skupině Uriah Heep.

## Život
Narodil se ve městě Christchurch na Novém Zélandu. Spolu s Peterem Dawkinsem, spoluhráčem a bubeníkem z rockového tria The New Nadir, podnikl cestu z Nového Zélandu do Londýna, aby si mohl „zajammovat“ s Jimi Hendrixem.
V roce 1969 se skupina The New Nadir rozpadla a Thain se stal členem skupiny Keef Hartley Band. V roce 1971 byla skupina na turné společně s Uriah Heep a Thainovi byl dán návrh, aby nahradil odcházejícího Marka Clarkea. V Uriah Heep pak působil od února 1972 do února 1975.
Styl jeho hry byl úžasný, charakteristický dobře zahranou melodickou basovou linkou.
Hrál na čtyřech studiových albech: Demons & Wizards,  The Magician's Birthday , Sweet Freedom , Wonderworld
a jednom „live“ albu: Uriah Heep Live.
Během jeho posledního turné s Heep utrpěl elektrický šok a byl vážně zraněn. Kvůli drogové závislosti se jeho zdravotní stav nezlepšoval a tak Thain nebyl schopen pokračovat v práci s Uriah Heep, byl proto nahrazen bývalým baskytaristou a vokalistou skupiny King Crimson, Johnem Wettonem.
Gary Thain zemřel na předávkování drogami 8. prosince 1975.

## Discografie (LP)

### Champion Jack Dupree
- Scoobydoobydoo (1969)

### Martha Velez
- Fiends and Angels (1970)

### Keef Hartley Band
- Halfbreed (1969)
- The Battle of North West Six (1969)
- The Time is Near (1970)
- Little Big Band Live at The Marquee 1971 (1971)
- Overdog (1971)
- 72nd Brave (1972)

### Miller Anderson
- Bright City (1971)

### Pete York Percussion Band
- The Pete York percussion band (1972)

### Uriah Heep
- Demons and Wizards (1972)
- The Magician's Birthday (1972)
- Live (1973)
- Sweet Freedom (1973)
- Wonderworld (1974)

### Ken Hensley
- Proud Words on a Dusty Shelf (1973)

## Discografie (SP)

### The Strangers
- 1963:

- A Side: My Blue Heaven
- B Side: The Dark At The Top Of The Stairs
- 1964:

- A Side: Pretend
- B Side: Alright
- 1965:

- A Side: Can't Help Forgiving You
- B Side: I'll Never Be Blue

### The Secrets
- 1966:

- A Side: It's You
- B Side: You're Wrong

### Champion Jack Dupree
- 1969

- A Side: Ba La Fouche (MT/Jack Dupree)
- B Side: Kansas City (Jerry Leiber/Mike Stoller)

### Martha Velez
- 1969

- A Side: Tell Mama
- B Side: Swamp Man

### Keef Hartley Band
- 1969

- A Side: Don't be afraid
- B Side: Hickory
- 1969

- A Side: Halfbread
- B Side: Waiting around
- 1969

- A Side: Just to cry
- B Side: Leave it 'til the morning
- 1969

- A Side: Plain talkin
- B Side: We are all the same
- 1970:

- A Side: Roundabout
- B Side: Roundabout pt 2
- 1973:

- A Side: Dance to the music
- B Side: You and Me